# Egesina shibatai
Egesina shibatai là một loài bọ cánh cứng trong họ Cerambycidae.